# مورتيمر ليو داوني
مورتيمر ليو داوني (بالإنجليزية: Mortimer L. Downey)‏ هو ضابط أمريكي، ولد في 9 أغسطس 1936 في سبرينغفيلد في الولايات المتحدة.